# 明辛根莊園區
明辛根莊園區（德語：Gutsbezirk Münsingen，發音：[ˈɡuːtsbəˌtsɪʁk ˈmʏnzɪŋən]）是德国巴登-符腾堡州蒂宾根行政区罗伊特林根县的一个非建制地区，面积64.63平方千米，2017年12月31日人口为0人。其位于施瓦本山一帶，並且該地區從1942年第二次世界大戰至2011年時為軍事地帶，於2011年1月1日宣布重新市政化。